# Simone Ponzi
Simone Ponzi (Manerbio, 17 januari 1987) is een Italiaans voormalig wielrenner.

## Belangrijkste overwinningen
2007
 Italiaans kampioen op de weg, Beloften
Trofeo Zssdi
Trofeo Franco Balestra-Memorial Giampietro Metelli
2008
Ronde van Casentino (ex aequo met Pierpaolo De Negri)
6e etappe Ronde van de Aostavallei
Giro del Canavese, Beloften
2010
Coppa Papà Carlo
2011
GP Kranj
GP Nobili Rubinetterie - Coppa Papà Carlo
2012
1e etappe Ronde van Slovenië
2013
1e etappe Ronde van Burgos
Trittico Lombardo
2014
Grote Prijs van de Etruskische Kust
Dwars door Drenthe
GP Nobili Rubinetterie

## Resultaten in voornaamste wedstrijden
| Jaar | Ronde van Italië | Ronde van Frankrijk | Ronde van Spanje |
| ---- | ---------------- | ------------------- | ---------------- |
| 2011 |                  |                     |                  |
| 2012 | 88e              |                     |                  |
| 2013 |                  |                     |                  |
| 2014 | 106e             |                     |                  |
| 2015 |                  |                     |                  |
| 2016 |                  |                     |                  |
| 2017 | 126e             |                     |                  |
| 2018 |                  |                     |                  |

| Jaar | Milaan-San Remo | Gent-Wevelgem | Ronde van Vlaanderen | Amstel Gold Race | Luik-Bast.‑Luik | Ronde van Lombardije | Waalse Pijl | Bretagne Classic |  | Wereldranglijsten |
| ---- | --------------- | ------------- | -------------------- | ---------------- | --------------- | -------------------- | ----------- | ---------------- |  | ----------------- |
| 2011 |                 |               |                      | opgave           | opgave          |                      | 105e        | 13e              |  | 80e (UWT)         |
| 2012 | 42e             |               | opgave               | 110e             | opgave          | opgave               | opgave      |                  |  |                   |
| 2013 | opgave          |               | 66e                  | 37e              | opgave          | opgave               | 68e         | 19e              |  | 75e (UWT)         |
| 2014 | opgave          |               |                      |                  |                 | 70e                  |             |                  |  |                   |
| 2015 |                 |               |                      |                  |                 | 39e                  |             | ↑                |  |                   |
| 2016 | 73e             | opgave        | 100e                 | opgave           |                 | opgave               |             |                  |  |                   |
| 2017 |                 |               |                      | 91e              |                 |                      |             |                  |  |                   |
| 2018 | 96e             |               |                      | 56e              |                 | 31e                  |             |                  |  |                   |

## Ploegen
- 2009 –  Lampre-NGC
- 2010 –  Lampre-Farnese Vini
- 2011 –  Liquigas-Cannondale
- 2012 –  Astana Pro Team
- 2013 –  Astana Pro Team
- 2014 –  Neri Sottoli [a]
- 2015 –  Southeast [b]
- 2016 –  CCC Sprandi Polkowice
- 2017 –  CCC Sprandi Polkowice
- 2018 –  Nippo-Vini Fantini-Europa Ovini

1. ↑  Tot 9 maart heette de ploeg Yellow Fluo, daarna werd de naam veranderd.
2. ↑  In januari heette de ploeg Yellow Fluo, daarna werd de naam veranderd.